# Liste der denkmalgeschützten Objekte in Hanušovce nad Topľou
Die Liste der denkmalgeschützten Objekte in Hanušovce nad Topľou enthält die 14 nach slowakischen Denkmalschutzvorschriften geschützten Objekte in der Gemeinde Hanušovce nad Topľou im Okres Vranov nad Topľou.

## Denkmäler
| Foto |                 | Denkmal / č. ÚZPF                              | Standort / Konskr. Nr.                                             | Offizielle Beschreibung                 | Beschreibung                                 | Metadaten                                                                      |
| ---- | --------------- | ---------------------------------------------- | ------------------------------------------------------------------ | --------------------------------------- | -------------------------------------------- | ------------------------------------------------------------------------------ |
| ja   | Datei hochladen | Gedenkeisenbahnbrücke(sk) ObjektID: 713-4352/1 | SNP ul. Standort KG: Hanušovce nad Topľou Konskr.Nr.:              | SNP                                     | für den Nationalaufstand                     | č. NKP: 713-4352/1 Stand des NKP: 2012-02-08 Name: MOST ŽELEZNIČNÝ PAMÄTNÝ     |
| ja   | Datei hochladen | Gedenkeisenbahnbrücke(sk) ObjektID: 713-4352/2 | KG: Hanušovce nad Topľou Konskr.Nr.:                               | SNP                                     | für den Nationalaufstand                     | č. NKP: 713-4352/2 Stand des NKP: 2012-02-08 Name: MOST ŽELEZNIČNÝ PAMÄTNÝ     |
| ja   | Datei hochladen | Gedenkeisenbahnbrücke(sk) ObjektID: 713-4352/3 | KG: Hanušovce nad Topľou Konskr.Nr.:                               | SNP                                     | für den Nationalaufstand                     | č. NKP: 713-4352/3 Stand des NKP: 2012-02-08 Name: MOST ŽELEZNIČNÝ PAMÄTNÝ     |
| ja   | Datei hochladen | Gedenkeisenbahnbrücke(sk) ObjektID: 713-4352/4 | KG: Hanušovce nad Topľou Konskr.Nr.:                               | SNP                                     | für den Nationalaufstand                     | č. NKP: 713-4352/4 Stand des NKP: 2012-02-08 Name: MOST ŽELEZNIČNÝ PAMÄTNÝ     |
|      | Datei hochladen | Gedenktafel(sk) ObjektID: 713-4352/5           | Mierová ul. KG: Hanušovce nad Topľou Konskr.Nr.:                   | vyhodenie mostu                         |                                              | č. NKP: 713-4352/5 Stand des NKP: 2012-02-08 Name: TABUĽA PAMÄTNÁ              |
| BW   | Datei hochladen | Heilkräuterdarre(sk) ObjektID: 713-10747/0     | Komenského ul. 14 Standort KG: Hanušovce nad Topľou Konskr.Nr.: 33 | liečivých rastlín; Sušiareň lieč.rastl. | Trockenofen                                  | č. NKP: 713-10747/0 Stand des NKP: 2012-02-08 Name: SUŠIAREŇ LIEČIVÝCH RASTLÍN |
|      | Datei hochladen | jüdischer Friedhof(sk) ObjektID: 713-11324/0   | Pod Šibenou ul. 0 KG: Hanušovce nad Topľou Konskr.Nr.:             | cca 200 náhrobníkov                     | etwa 200 Gräber                              | č. NKP: 713-11324/0 Stand des NKP: 2012-02-08 Name: CINTORÍN ŽIDOVSKÝ          |
| BW   | Datei hochladen | Kirche(sk) ObjektID: 713-288/0                 | Šarišská ul. 0 Standort KG: Hanušovce nad Topľou Konskr.Nr.:       | ev.a.v.                                 | evangelische Kirche                          | č. NKP: 713-288/0 Stand des NKP: 2012-02-08 Name: KOSTOL                       |
|      | Datei hochladen | Gebäude(sk) ObjektID: 713-286/2                | Záhradná ul. 4 KG: Hanušovce nad Topľou Konskr.Nr.: 151            | obytná; dom správcu kaštieľa            | Verwalterwohnhaus Herrenhaus                 | č. NKP: 713-286/2 Stand des NKP: 2012-02-08 Name: BUDOVA                       |
| BW   | Datei hochladen | Schloss(sk) ObjektID: 713-287/1                | Záhradná ul. 160 Standort KG: Hanušovce nad Topľou Konskr.Nr.: 160 | Kašt.barokový veľký                     | großes Barockherrenhaus                      | č. NKP: 713-287/1 Stand des NKP: 2012-02-08 Name: KAŠTIEĽ                      |
| BW   | Datei hochladen | Park(sk) ObjektID: 713-287/2                   | Záhradná ul. Standort KG: Hanušovce nad Topľou Konskr.Nr.: 160     |                                         |                                              | č. NKP: 713-287/2 Stand des NKP: 2012-02-08 Name: PARK                         |
| ja   | Datei hochladen | Schloss(sk) ObjektID: 713-286/1                | Zámocká ul. 1 Standort KG: Hanušovce nad Topľou Konskr.Nr.: 150    | Šoóšovský malý kaštieľ                  | kleine Villa Soos                            | č. NKP: 713-286/1 Stand des NKP: 2012-02-08 Name: KAŠTIEĽ                      |
| ja   | Datei hochladen | Kirche(sk) ObjektID: 713-289/1                 | Zámocká ul. 161 Standort KG: Hanušovce nad Topľou Konskr.Nr.: 161  | r.k.Nanebovzatia P.M.                   | römisch-katholische Kirche Mariä Himmelfahrt | č. NKP: 713-289/1 Stand des NKP: 2012-02-08 Name: KOSTOL                       |
| ja   | Datei hochladen | Glockenturm(sk) ObjektID: 713-289/2            | Zámocká ul. 161 Standort KG: Hanušovce nad Topľou Konskr.Nr.: 161  | murovaná                                |                                              | č. NKP: 713-289/2 Stand des NKP: 2012-02-08 Name: ZVONICA                      |

## Legende
Die Tabelle enthält im Einzelnen folgende Informationen:
| Foto:                    | Fotografie des Denkmals. |
| Denkmal / č. ÚZPF:       | Die Übersetzung der Bezeichnung des Denkmals, wie sie vom Slowakischen Denkmalamt (Pamiatkový úrad Slovenskej republiky) verwendet wird. Die Originalbezeichnung ist unter dem Fragezeichen angegeben. Fehlt die Übersetzung, so wird die Originalbezeichnung direkt angezeigt. Weiters ist die Objekt-Identifikationsnummer (Objekt ID) angeführt. Sie ist die offizielle, in der Slowakei eindeutige Nummer č. ÚZPF inklusive der zugehörigen Zählnummer, wie sie in den Daten des Denkmalamtes angegeben wird. Da diese nur innerhalb eines Landkreises gezählt wird, ist dessen Nummer der Denkmalnummer vorangestellt. |
| Standort:                | Wenn in der Liste vorhanden, ist die Adresse angegeben. In Klammern kann sich noch eine zusätzliche Adresse befinden, wenn es beispielsweise ein Eckhaus ist. Bei freistehenden Objekten ohne Adresse (zum Beispiel bei Bildstöcken) ist eine Adresse angegeben, die in der Nähe des Objekts liegt. Durch Aufruf des Links Standort wird die Lage des Denkmals in verschiedenen Kartenprojekten angezeigt. Darunter sind die Katastralgemeinde (KG) und, wenn vorhanden, die Konskriptionsnummer (Konskr. Nr.) angegeben.                                                                                                   |
| Offizielle Beschreibung: | Es ist die Kurzbeschreibung auf Slowakisch, wie sie in den offiziellen Listen angegeben ist, eingetragen. |
| Beschreibung:            | Kurze Angaben zum Denkmal auf Deutsch. |
| Metadaten:               | Zusätzlich werden, wenn in den persönlichen Einstellungen das Helferlein Dauerhaftes Einblenden von Metadaten aktiviert ist, ebensolche angezeigt. |

- Karte mit allen Koordinaten:
- OSM |
- WikiMap